# Mohamed Balli
Pour les articles homonymes, voir Balli.
Cet article possède un paronyme, voir Mohamed Balhi.
Mohamed Balli (né en 1979 au Maroc) est un physicien marocain travaillant au Canada, connu pour ses travaux sur les matériaux magnétocaloriques et la réfrigération magnétique,,,. Basée sur l'effet magnétocalorique, cette technique consiste à produire du froid sans faire appel à des réfrigérants gazeux.

## Biographie
Après une carrière scientifique en Europe notamment en France et en Suisse, il est actuellement chercheur à l'institut quantique de l'université de Sherbrooke, Canada.

## Travaux
Mohamed Balli est à l'origine de la découverte d'un effet magnétocalorique rotatif dans des matériaux à base de l'oxyde HoMn2O5,. À la suite de cette découverte, il a proposé un concept innovant pour la liquéfaction de l'hélium et de l'hydrogène.
Dans un article publié dans le journal américain Applied Physics Letters, paru en 2009, il a mis en cause la découverte de l'effet magnétocalorique colossal dans la famille des pnictures Mn1-xFexAs et rapporté par le journal Nature. Il a prouvé l'inexistence d'un tel effet et conclu que l'utilisation inappropriée de la relation de Maxwell et la présence d'hystérésis sont à l'origine des valeurs irréalistes de l'effet magnétocalorique mesuré dans ces matériaux.
En plus de son travail sur la physique de la matière condensée, Il a également développé un système de réfrigération magnétique préindustriel. La machine développée permet de réduire largement l'énergie électrique consommée par les réfrigérateurs magnétiques standards, en compensant les forces magnétiques. Ce développement a débouché sur la création de Clean-Cooling-Systems, une compagnie suisse spécialisée dans les technologies magnétiques.
Ses travaux de recherche ont été récompensés par plusieurs prix scientifiques, comme le prix chercheur étoile attribué par le fonds de recherche nature et technologies au Canada et le prix de la recherche et de la création attribué par l'université de Sherbrooke.